# تانگ تیین
تانگ تیین (به لاتین: Tăng Tiến) یک سکونتگاه مسکونی در ویتنام است که در استان باک گیانگ واقع شده‌است.